# Khokhloma
 (février 2014).
Si vous disposez d'ouvrages ou d'articles de référence ou si vous connaissez des sites web de qualité traitant du thème abordé ici, merci de compléter l'article en donnant les références utiles à sa vérifiabilité et en les liant à la section « Notes et références ».

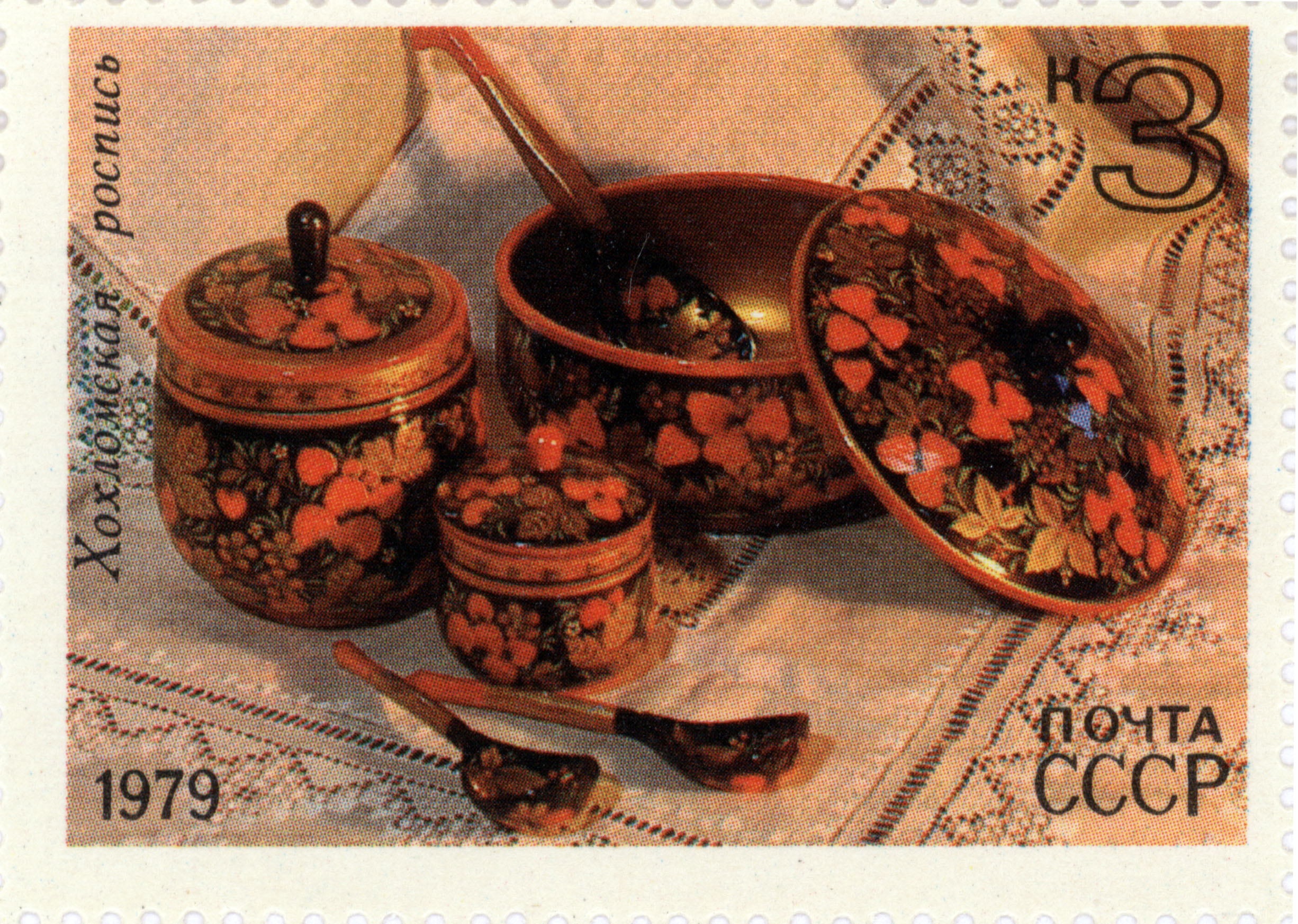
Timbre soviétique de 1979

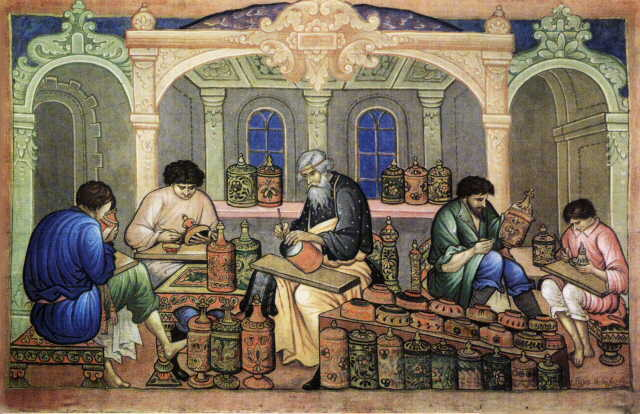
Artisans près de Palekh.

Khokhloma (Хохлома́) est le nom d'un artisanat traditionnel apparu en Russie au milieu du XVIIe siècle aux environs de Nijni Novgorod, dans de petits villages de la rive gauche de la Volga, dont celui de Khokhloma. Il s'agit de la décoration laquée de meubles et d'objets de vaisselle en bois, utilisant le rouge, le vert et le noir sur fond doré. Les motifs sont floraux ou représentent avant tout des fraises ou des baies de sorbier et parfois des oiseaux et des poissons, mais le plus souvent ce sont des volutes florales.
La couleur dorée ne vient pas de l'or, mais d'un mélange de gomme arabique et d'arsenic. Les couleurs sont laquées quatre ou cinq fois. Les objets sont ensuite passés au four pendant quatre heures entre 150 et 160 degrés, ce qui donne aux couleurs leur apparence métallique typique.
Cet artisanat est apparu chez les paysans vieux-croyants de la rive gauche de la Volga.
Cet artisanat a été revitalisé dans les années 1930 sous la période soviétique et surtout à partir des années 1960 pour le tourisme. Aujourd'hui les deux principaux foyers de fabrication sont la ville de Semionov (avec deux fabriques) et autour du village de Siomino, près de Kovernino, qui réunit la production des artisans de cette région.